# Marieville (Quebec)
Marieville é uma cidade localizada na província de Quebec no Canadá.